# 北田牧子
北田 牧子（きただ まきこ、1969年10月14日 - ）は、秋田朝日放送（AAB）のアナウンサー兼同局プロデューサー。
岩手県盛岡市生まれ。東北学院大学文学部英文学科を卒業後、NHK盛岡放送局のキャスターになる。その後NHK仙台放送局のキャスターを経て、1996年AABに入社した。

## 出演・担当
- 定時ニュース、ナレーション
- スーパーJチャンネルあきた（取材、リポート）
- サタナビっ!(プロデューサー）
- チャンネルeiei
- 朝だ!生です旅サラダ（秋田中継担当レポーター）
- スーパーJチャンネルあきた
- トレタテ!（火曜日放送コーナー「そうだ、秋田を知ろう。」ナレーション）